# Uwajima
Uwajima (jap. 宇和島市 Uwajima-shi) – miasto w Japonii, na wyspie Sikoku, w prefekturze Ehime.

## Położenie
Miasto leży w południowej części prefektury Ehime u ujścia rzek Suka i Iwamatsu do kanału Bungo i graniczy z miastami:
- Seiyo
- Sukumo i Shimanto w prefekturze Kōchi.

## Historia
- Miasto powstało w 1921 roku z połączenia miasteczka Uwajima i wsi Yahata.
- W 1934 roku do miasta przyłączono wieś Kushima.
- W 1945 roku miasto zostało zniszczone w wyniku bombardowań, jednakże szybko odbudowane.
- W 1955 roku do miasta przyłączają się wsie Miura i Takamitsu.
- W 1974 roku przyłączono wieś Uwaumi.
- W dniu 1 sierpnia 2005 roku oficjalnie po przyłączeniu miasteczek Tsushima, Yoshida i Mima powstało nowe miasto Uwajima.

## Atrakcje
- Zamek Uwajima – jeden z dwunastu zamków, które przetrwały nietknięte od okresu Edo (1603–1867); stoi na wzgórzu, które w przeszłości znajdowało się tuż nad morzem, ale osuszanie i rekultywacja terenu wzdłuż wybrzeża sprawiła, że stoi dziś w głębi lądu[1]
- Chram shintō Uwatsuhiko – zbudowany przez daimyō Hidemune Date (1591–1658), najstarszego syna Masamune Date (1567–1636), aby chronił budowę zamku Uwajima[2]
- Chram Taga – sanktuarium modlitw o długowieczność, zdrowie, a zwłaszcza płodność; cieszy się sławą wśród cudzoziemców z powodu przedmiotów kultu związanych z płodnością, w tym drewnianego fallusa o długości dwóch metrów, wystawionego na zewnątrz głównego pawilonu. Obok chramu znajduje się muzeum, które prezentuje kolekcję międzynarodowych i krajowych materiałów pornograficznych[3].

Każdego roku w lipcu miasto, słynące z walk byków, organizuje trzydniowy festiwal Warei Taisai Uwajima Ushi-oni Matsuri nawiązujący do wydarzeń z 1593 roku, w czasie wojny japońsko-koreańskiej. Podczas bitwy w Jinju, na południowym krańcu Półwyspu Koreańskiego, żołnierze Kiyomasy Katō, daimyō walczącego u boku Hideoyshiego Toyotomi, użyli wózka o wyglądzie skorupy żółwia, owiniętego w krowią skórę i ucharakteryzowanego na potwora o nazwie ushi-oni. W czasie festiwalu odtworzone „potwory-kukły” z głową demona oni na ruchomej szyi, o długości kilku metrów i okrytych kolorowymi materiałami uczestniczą w paradach festiwalowych.
Podczas festiwalu odbywają się także m.in. walki byków (Uwajima-tōgyū). Są one organizowane pięć razy w roku: w styczniu, kwietniu, lipcu, sierpniu i październiku. Byki są klasyfikowane w podobnej strukturze hierarchicznej, jak zapaśnicy w sumo, każdy z rangą odpowiadającą jego wcześniejszym występom.

## Galeria

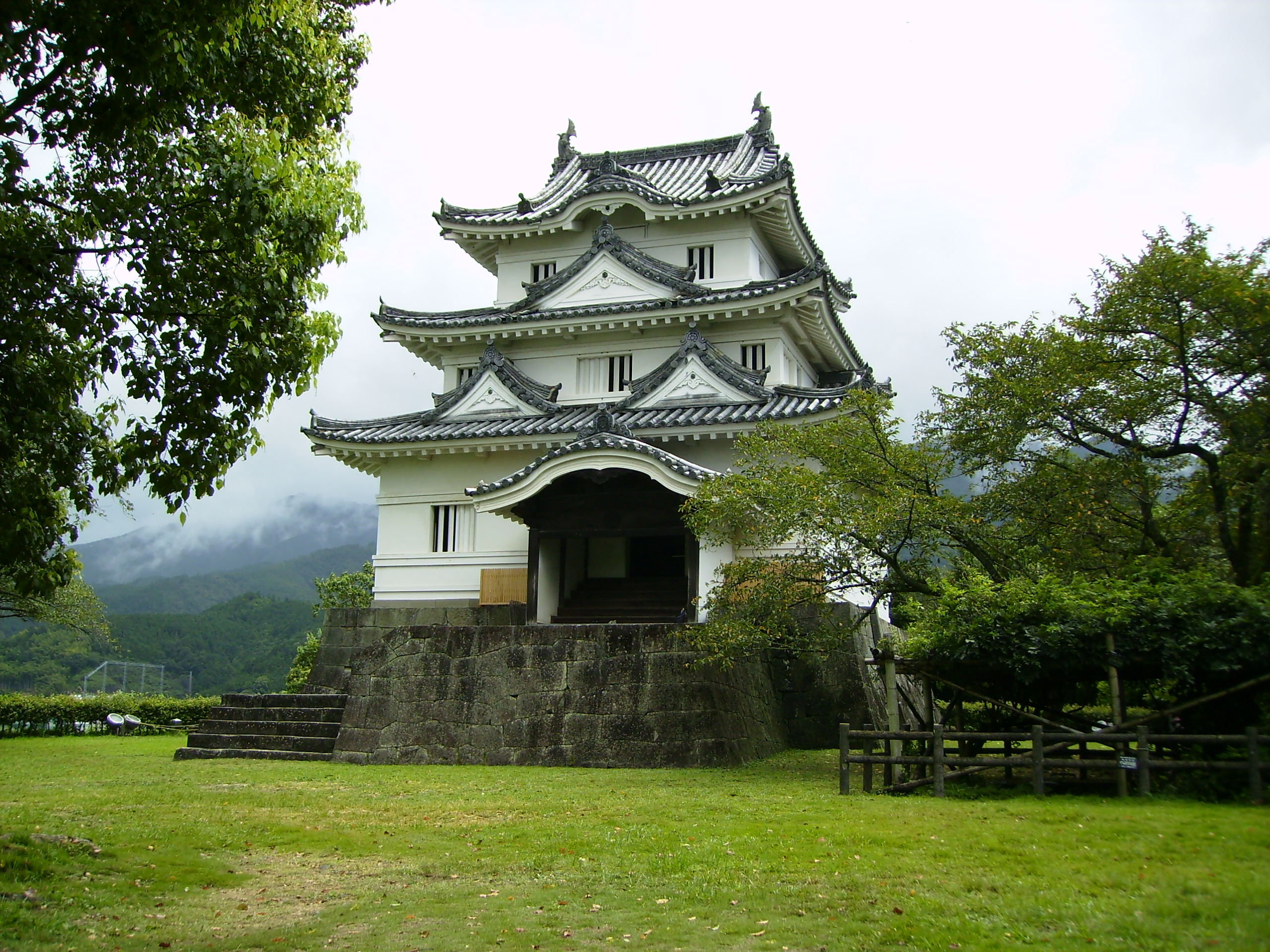
Zamek Uwajima
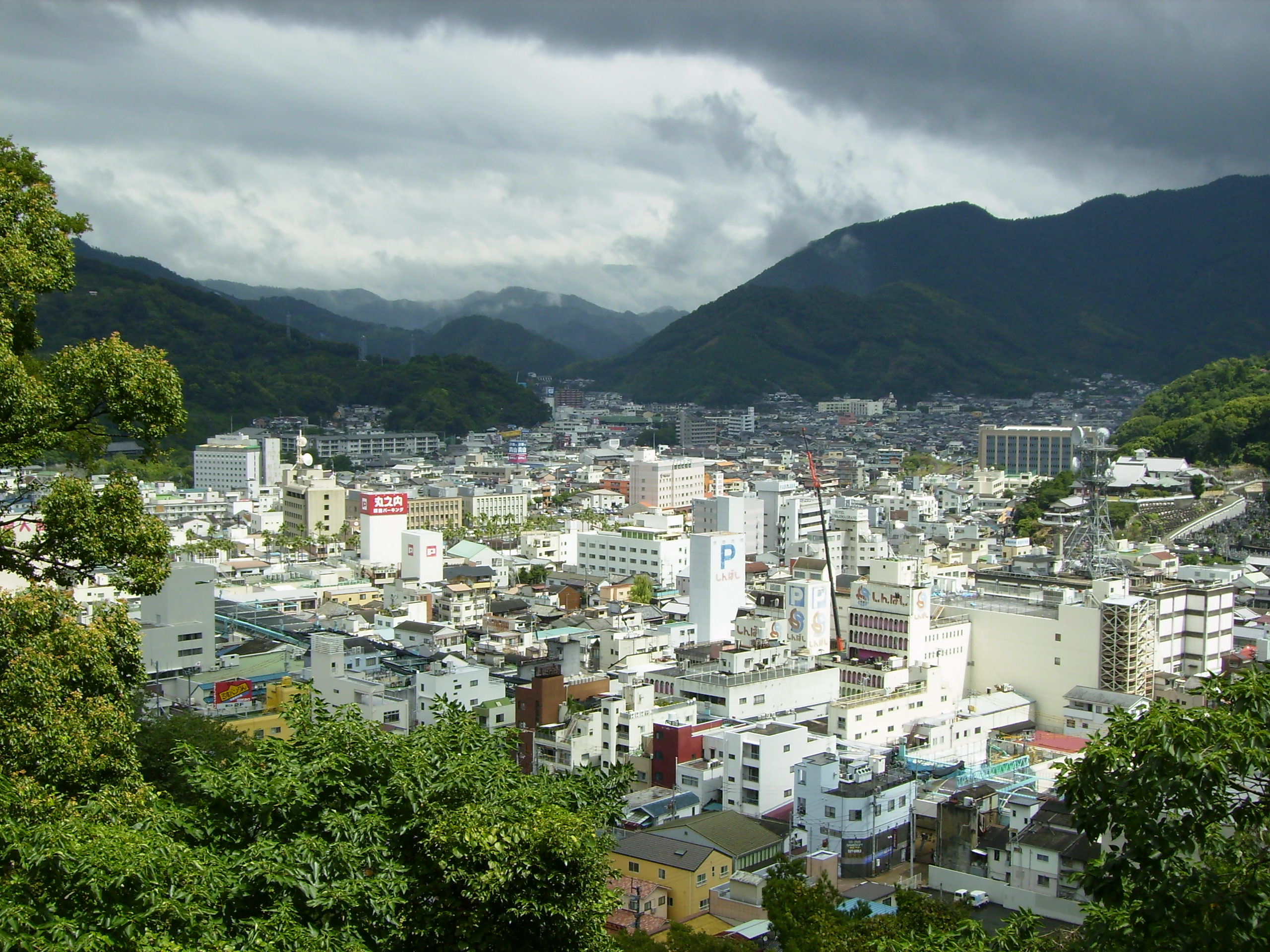
Widok miasta z zamku
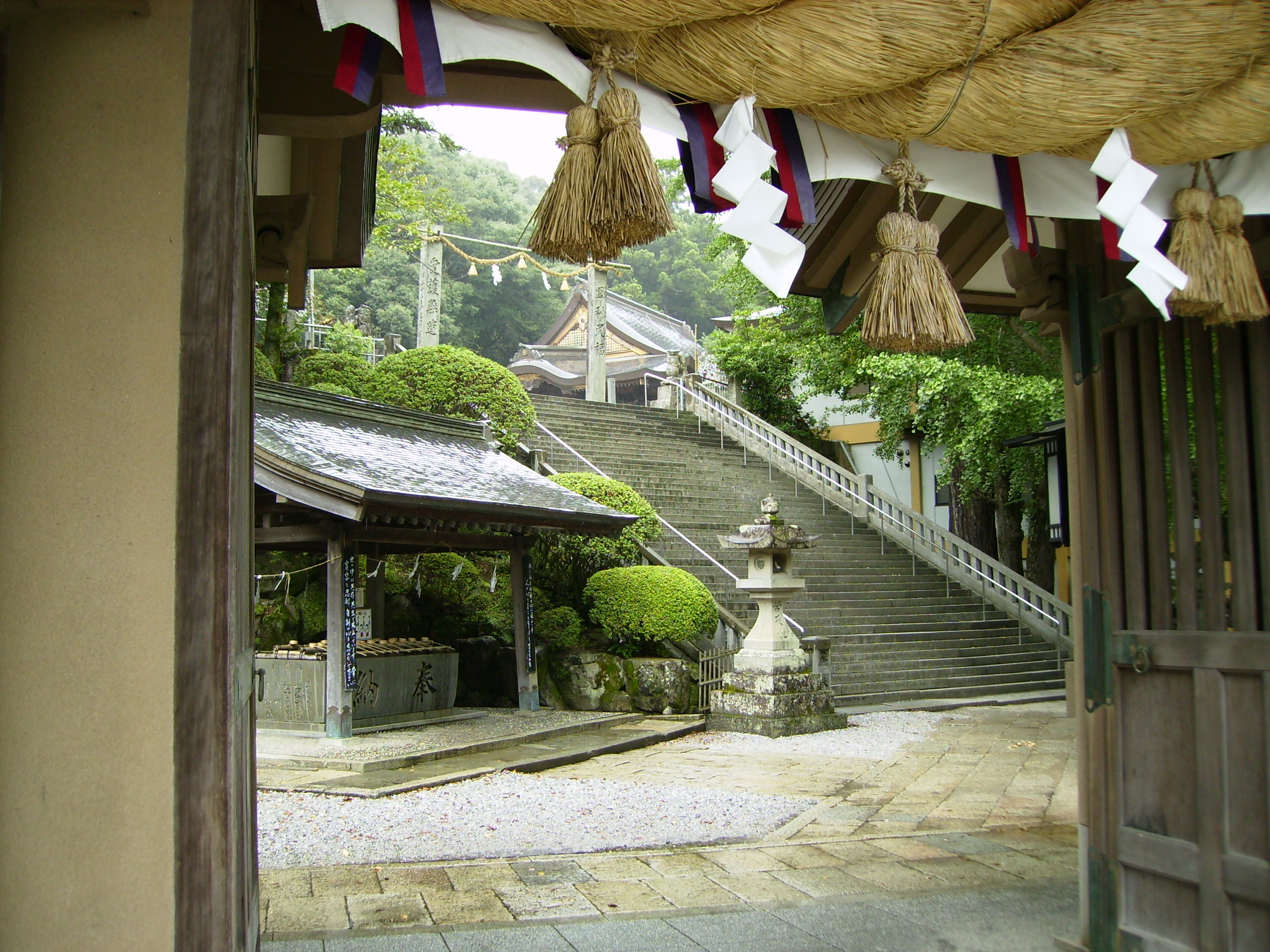
Chram Warei
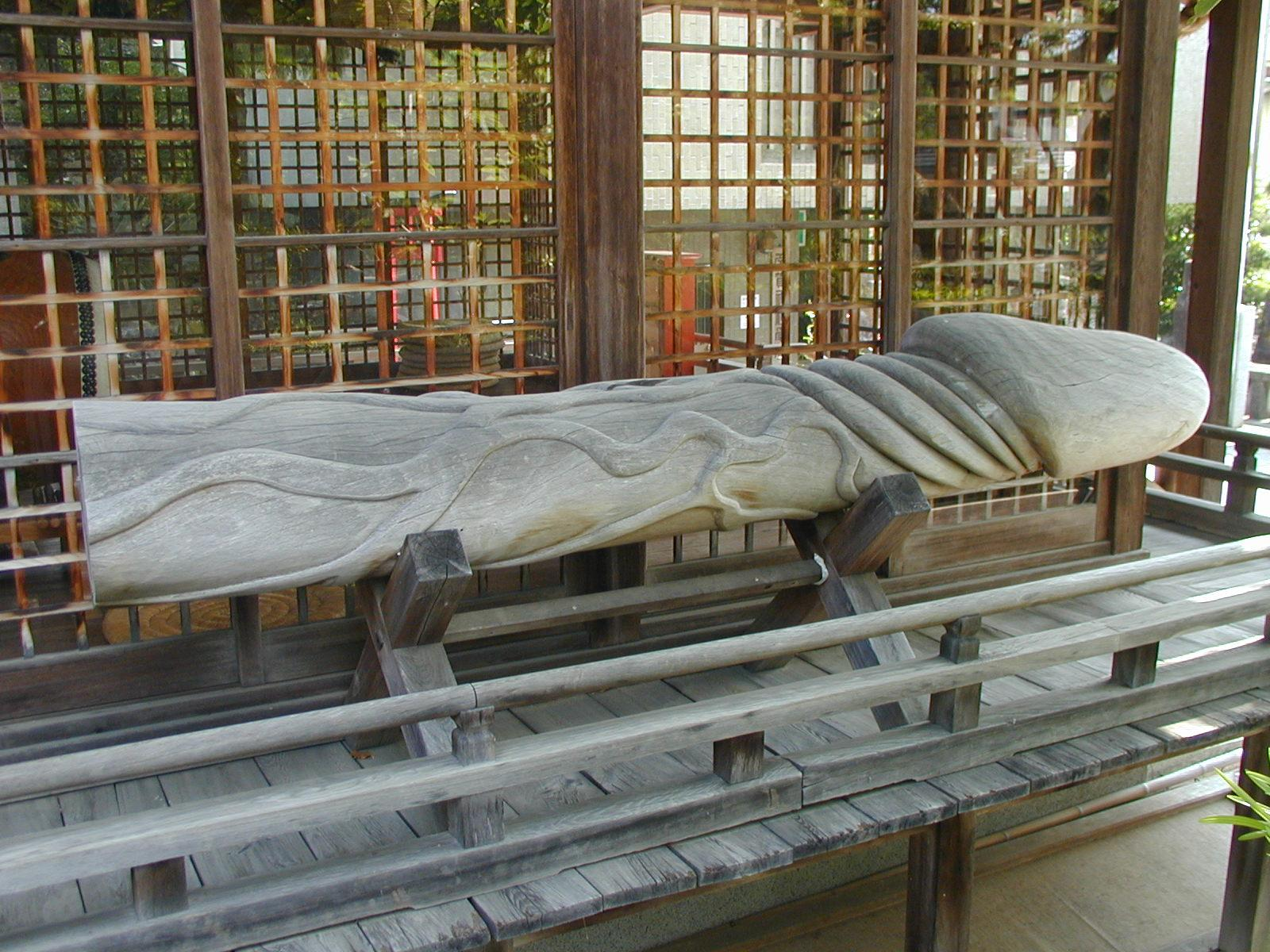
Chram Taga

## Populacja
Zmiany w populacji Uwajimy w latach 1970–2015:
| Rok  | Populacja |
| ---- | --------- |
| 1970 | 111 648   |
| 1975 | 109 479   |
| 1980 | 110 920   |
| 1985 | 110 194   |
| 1990 | 105 030   |
| 1995 | 100 776   |
| 2000 | 95 641    |
| 2005 | 89 444    |
| 2010 | 84 210    |
| 2015 | 77 473    |

## Miasta partnerskie
- Stany Zjednoczone: Honolulu